# Родни Дејнџерфилд
Џек Рој (енгл. Jack Roy; 22. новембар 1921 — 5. октобар 2004), рођен као Џејкоб Родни Коен (енгл. Jacob Rodney Cohen), а познатији по свом уметничком имену Родни Дејнџерфилд (енгл. Rodney Dangerfield), био је амерички стендап комичар, глумац, продуцент, музичар, гласовни глумац и писац. Остао је познат по својим кратким духовитим изрекама и фрази „I get no respect!”.

## Каријера

### Детињство и почеци
Џејкоб Родни Коен рођен је у Дир Парку, Њујорк. Родитељи су му били Јевреји, Дороти Тителбаум, рођена у Аустроугарском царству, и Филип Коен, учесник водвиља, чије је уметничко име било Фил Рој.
Након што је Коенов отац напустио њега и његову мајку, преселили су се у Кју Гарденс где је похађао Средњу школу Ричмонд Хил и коју је завршио 1939. године. Како би преживео заједно са породицом, продавао је намирнице, новине и сладолед.
Са 15 година почео је да наступа са стендап комедијом у Еленвилу. Када је имао 19 година, променио је име у Џек Рој. Био је у тешкој финансијској ситуацији девет година, што показује то да је радио као конобар и певач, а касније продавао грађевински материјал како би преживео са породицом. Тада је престао са шоу бизнисом и сматрао да је у том тренутку био мало познат; толико да је, по његовим речима, „само он знао да више не ради”.

### Почетак каријере
Почетком 1960-их кренуо је у оживљавање запостављене каријере забављача. Иако се вратио на позорницу, повремено је радио послове продавца. Упадао је у дугове и због тога није имао сталне наступе. Тада је схватио да му је недостајао имиџ, нешто што би га повезало са публиком. Након што је био одбијен за пријем на неколико наступа, вратио се кући како би радио на себи и напредовао.
Почео је да користи име Родни Дејнџерфилд; то име је раније користи Џек Бени у свом радијском програму и касније Рики Нелсон у ТВ програму Авантуре Озија и Харијет. Бенијев лик је послужио Дејнџерфилду као инспирација за његове даље наступе, а познато је и да је Бени посећивао Дејнџерфилда непосредно после његовог наступа. Тада га је Бени похвалио на стилу и карактеру комедије. Ипак Џек Рој је остало право име Дејнџерфилда.

### Развој каријере
Дана 5. марта 1967. године, Ед Саливан шоу је тражио замену за једну од њихових тачака, и Дејнџерфилд је постао права сензација и пун погодак емисије.
Кренуо је са наступима у Лас Вегасу уз повремене наступе у Ед Саливан шоу. Постао је стални део екипе у Дин Мартин шоу и забележио 35 појављивања у The Tonight Show.
Године 1969, Дејнџерфилд је заједно са својим пријатељем Ентонијем Беваквом отворио Дејнџерфилдс клуб комедије у Њујорку. На тај начин је имао привилегију да често наступа без губитка времена на путовања. Клуб је остварио огроман успех и радио наредних 50 година. Дејнџерфилдс се неколико пута појављивао наЕјч-Би-Оу телевизији што је помогло рекламирању и спонзорисању многих тадашњих стендап комичара као што су Џери Сајнфелд, Џим Кери, Тим Ален, Розиан Бар, Роберт Таунзенд, Џеф Фоксворти, Сем Кинисон, Вил Хикс, Рита Раднер, Ендру Дајс Клеј, Луи Андерсон, Дом Ирера и Боб Сагет.
Дејнџерфилдов албум комедије No Respect добио је награду Греми. На једном од његових специјалних емисија појавиласе песма „Rappin' Rodney” која је у децембру 1983. постала прва Хот 100 реп песма и касније постала хит на МТВ.

### Врхунац каријере
Иако се и раније појављивао у филмовима као што је Пројекциониста (1971), Дејнџерфилдова филмска каријера је дошла до изражаја почетком 1980-их када је глумио у познатим комедијама.
Једна од најзапаженијих улога му је била у филму Луди голф, у којем је глумио богатог бизнисмена. У почетку филма није био толико запажен али уз помоћ колега на филму Чевија Чејса и Била Марија дошло је до импровизација и више су се појављивали у филму него што је то било планирано. Након успеха у Лудом голфу, глумио је и у филмовима Лака лова и Повратак у школу.
Током 1980-их појавио се у реклами за пиво Милер лајт, а 1986. године у музичком споту песме „Dancing on the Ceiling” Лајонела Ричија.
Током 1990-их тумачио је главну улогу у мини-серији Where's Rodney? Појавио се и у црној комедији Рођене убице где је глумио насилног родитеља. Године 1995. одбијен је његов захтев да постане члан Академије филмских уметности и наука. Након протеста његових фанова, одлука је поништена али је Дејнџерфилд одбио чланство. Био је гост у епизоди Симпсонова где је тумачио улогу Ларија Бернса, сина Монтгомерија Бернса. Тумачио је улогу Луцифера у филму Адама Сандлера Мали Ники.
Дејнџерфилд је био битан фактор у успону Џима Керија. 80-их је након једног од Керијевих наступа договорио партнерство са њим које је трајало нешто више од две године.

## Приватни живот
Дејнџерфилд се два пута венчао Џојс Индиг, први пут 1949. (развод 1962) и други пут 1963. (развод 1970). Имају двоје деце: син Брајан Рој (рођен 1949) и кћерка Мелани Рој-Фридман. Од 1993. па све до смрти 2004. Дејнџерфилд је био у браку са Џоун Чајлд.

## Каснији живот и смрт
Дана 22. новембра 2001. године, на свој 80. рођендан доживое је благи срчани удар пре ТВ емисије Tonight Show. Током његовог лечења у болници утврђено је да је конзумирао марихуану у својој соби. Следеће године, на свој 81. рођендан, вратио се у емисију и наступао.
Дана 8. априла 2003. године је имао операцију мозга да би се припремио за каснију операцију срчаних залистака. Операцију срца Дејџерфилд је имао 24. августа 2004.
Септембра 2004. године објављена је информација да је Дејнџерфилд био неколико недеља у коми. Дана 5. октобра 2004. године преминуо је у болници у Лос Анђелесу као последица компликација операције која се догодила у августу. Сахрањен је на гробљу Вествуд Вилиџ у Лос Анђелесу. На надгробној плочи пише „Rodney Dangerfield... There goes the neighborhood”.

## Филмографија
- Пројекциониста (1971)
- Луди голф (1980)
- Лака лова (1983)
- Повратак у школу (1986)
- Ровер Дејнџерфилд (1991)
- Бубамаре (1992)
- Рођене убице (1994)
- Упознајте Волија Спаркса (1997)
- Каспер: Духовни почетак (1997)
- Кумче (1998)
- Расти: Прича о псу (1998)
- Мојих пет жена (2000)
- Мали Ники (2000)
- Четврти тенор (2000)
- Назад до поноћи (2002)
- Анђели са угловима (2005)

## Дискографија
- The Loser / What's In A Name (1966 / 1977)
- I Don't Get No Respect (1970)
- No Respect (1980)
- Rappin' Rodney (1983)
- La Contessa (1995)
- Romeo Rodney (2005)
- Greatest Bits (2008)

## Библиографијa
- I Couldn't Stand My Wife's Cooking, So I Opened a Restaurant (Jonathan David Publishers, 1972)  0-8246-0144-0
- I Don't Get No Respect (PSS Adult, 1973)  0-8431-0193-8
- No Respect (Perennial, 1995)  0-06-095117-6
- It's Not Easy Bein' Me: A Lifetime of No Respect but Plenty of Sex and Drugs (HarperEntertainment, 2004)  0-06-621107-7